# リム・カーワイ
リム・カーワイ（英語: Lim Kah Wai、中国語: 林家威、1973年7月28日 - ）は、マレーシア出身の映画監督。日本の大阪市を拠点としている。リム・カーウァイと表記されることもある。「映画流れ者」（シネマドリフター）を自称している。

## 経歴

### 学生時代
1973年7月28日にマレーシアのクアラルンプールに生まれた華人（中国系マレーシア人）である。父親は靴屋で、母親はワンタン麺屋で働いていた。
マレーシアのマハティール・ビン・モハマド首相がルックイースト政策を打ち出していたことで、1993年に日本の大阪大学基礎工学部に入学した。大学時代にはミニシアターで多数の映画を鑑賞し、4年時には大阪市のシネ・ヌーヴォで原一男監督のCINEMA塾に参加したこともあるが、卒業後に映画監督になる気持ちはなかった。基礎工学部電気工学科を卒業し、日本の外資系通信会社に6年間勤務した後、中国・北京市の北京電影学院監督コースに進学した。

### 映画監督として
2010年には中国で『アフター・オール・ディーズ・イヤーズ』を製作して長編映画デビューした。
2010年の長編第2作『マジック＆ロス』は杉野希妃が主演兼プロデューサーを務め、釜山国際映画祭でプレミア上映されたほか、ニューヨーク・韓国系アメリカ人映画祭(KAFFNY)ではオープニング作品となった。
2012年の『新世界の夜明け』は大阪・新世界にやってきた外国人の騒動を描いた物語であり、香港国際映画祭でプレミア上映された。2013年の『Fly Me To Minami 恋するミナミ』はバンクーバー・アジアン映画祭で上映され、大阪アジアン映画祭ではコンペティション部門に出品された。2020年の『COME & GO カム・アンド・ゴー』はまず東京国際映画祭で上映され、その後全国で劇場公開された。『新世界の夜明け』、『Fly Me To Minami 恋するミナミ』、『COME & GO カム・アンド・ゴー』は大阪市を舞台とすることから「大阪3部作」と呼ばれる。
2016年には『深秋の愛』が中国全土で一般公開された。2018年の『どこでもない、ここしかない』は大阪アジアン映画祭でプレミア上映され。2019年の『いつか、どこかで』も大阪アジアン映画祭でプレミア上映された。『どこでもない、ここしかない』、『いつか、どこかで』、2024年の『すべて、至るところにある』はバルカン半島を舞台とすることから「バルカン半島3部作」と呼ばれる。
2021年に開催された「第2回香港インディペンデント映画祭」では主催者となり、香港民主化デモ後に自主製作された政治的な主題の作品などを上映した。この映画祭は大阪市のシネ・ヌーヴォ、京都市の出町座、名古屋市のシネマスコーレで開催されている。同年の「香港映画祭」ではキュレーターを務め、シネ・ヌーヴォ、出町座、シネマスコーレ、神戸市の元町映画館、渋谷区のユーロライブで日本初公開の作品を多数上映した。
2022年に公開された『あなたの微笑み』は映画監督の渡辺紘文が全国のミニシアターをめぐるロードムービーであり、首里劇場（沖縄県那覇市）、別府ブルーバード劇場（大分県別府市）、小倉昭和館（福岡県北九州市）、ジグシアター（鳥取県東伯郡湯梨浜町）、豊岡劇場（兵庫県豊岡市）、サツゲキ（北海道札幌市）、大黒座（北海道浦河郡浦河町）などの映画館が登場する。2023年に公開された『ディス・マジック・モーメント』はカーワイ監督自身が22館のミニシアターをめぐったドキュメンタリー映画である。

## フィルモグラフィー
| 年   | 題名                                     | 備考                                 |
| ---- | ---------------------------------------- | ------------------------------------ |
| 2010 | 『アフター・オール・ディーズ・イヤーズ』 | 脚本・監督・製作                     |
| 2010 | 『マジック＆ロス』                       | 脚本・監督・編集                     |
| 2011 | 『新世界の夜明け』                       | 脚本・監督・製作・編集               |
| 2013 | 『Fly Me To Minami 恋するミナミ』        | 脚本・監督・製作・編集               |
| 2016 | 『深秋の愛』                             | 監督                                 |
| 2018 | 『どこでもない、ここしかない』           | 監督・製作                           |
| 2019 | 『いつか、どこかで』                     | 脚本・監督・製作・編集               |
| 2020 | 『COME & GO カム・アンド・ゴー』         | 脚本・監督・製作・編集               |
| 2022 | 『あなたの微笑み』                       | 脚本・監督・製作・編集               |
| 2023 | 『ディス・マジック・モーメント』         | 脚本・監督・製作・編集・ナレーション |
| 2024 | 『すべて、至るところにある』             | 脚本・監督・製作・編集               |